# David Jones-Roberts
David Jones-Roberts est un acteur de télévision australien né le 9 avril 1990 à Sydney. 

## Télévision
- 2007 : Des jours et des vies : Philip Kiriakis (3 épisodes)
- 2008-2012 : Summer Bay  : Xavier Austin